# Menor's Ferry
Menor's Ferry est un district historique dans le comté de Teton, dans le Wyoming, aux États-Unis. Situé à proximité immédiate de Moose, au sein du parc national de Grand Teton, cet ensemble architectural constitué autour d'un système de transport par câble qui permettait autrefois le franchissement de la Snake est inscrit au Registre national des lieux historiques depuis le 16 avril 1969.